# Mentalista
A mentalisták olyan előadóművészek, akik magasan fejlett mentális vagy intuitív képességekkel rendelkeznek. Előadásaik magukba foglalják a hipnózist, a telepátiát, a tisztánlátást, a jóslást, a prekogníciót, a pszichokinézist, a médiumitást. Szórakoztatási formájukat elsősorban a paranormális jelenségekhez vagy a mágiához sorolják, de ők nem tartják magukat mágusoknak.
Tevékenységük, a mentalizmus egy ősi előadóművészeti ág. Míg a bűvészek ravaszságot, félrevezetést és trükköket használnak a közönséget megtévesztő vizuális illúziók létrehozására, a mentalista előadások gyakran nem tartalmaznak hagyományos trükköket vagy illúziókat. A mentalisták azt állítják, hogy ún. pszichikai vagy érzékszerveken kívüli érzékeléssel rendelkeznek.

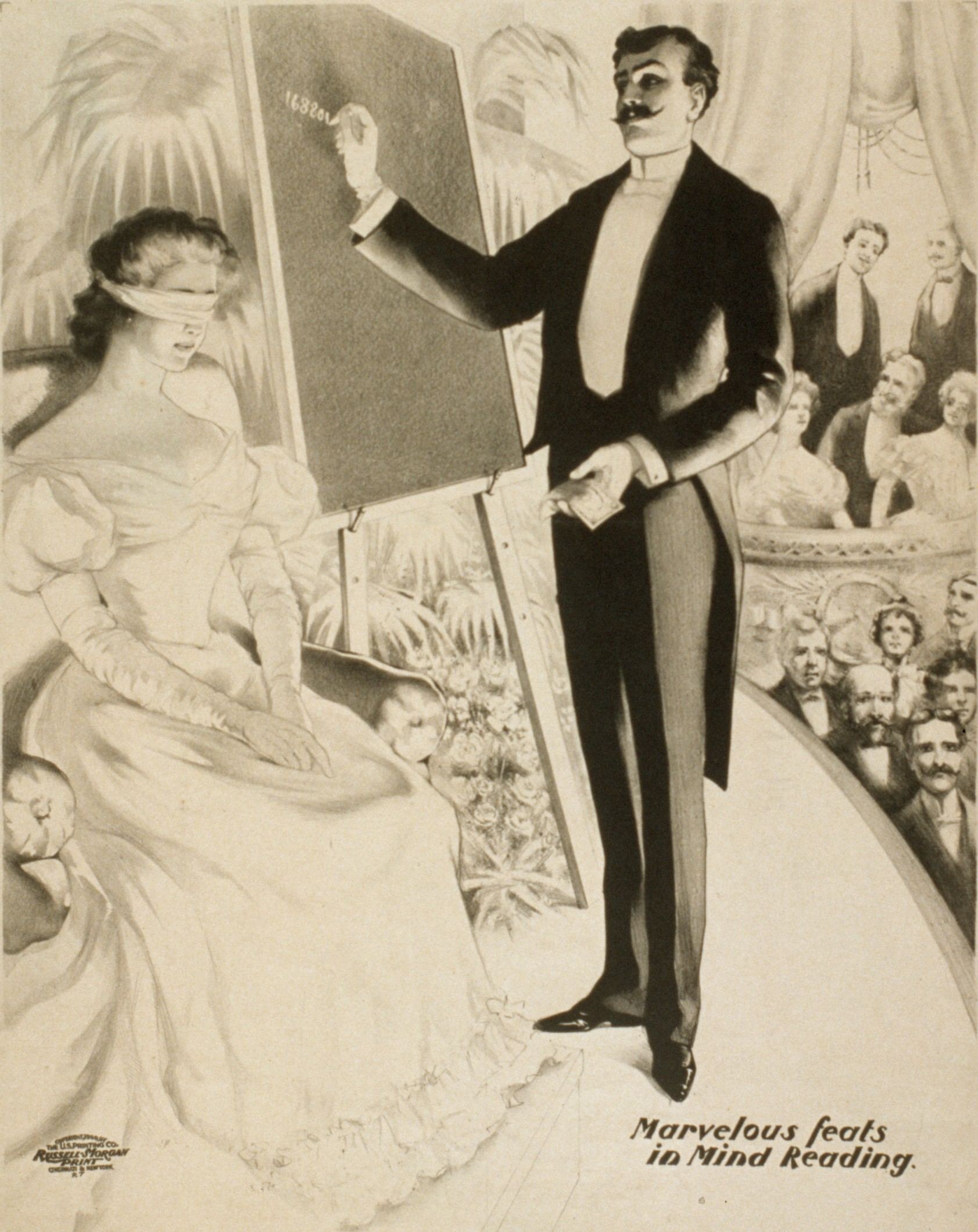
Gondolatolvasó előadásának színházi plakátja 1900-ból

## Történelem
Hosszú múltja ellenére a mentalizmus csak a 19–20. század fordulóján vált népszerűvé. Híres mentalista volt a korai időkben John Randall Brown (1851–1926), később Kreskin (1935–), Uri Geller (1946–) vagy napjainkban Derren Brown (1971–), Dynamo (1982–).
Nem minden mentalista használja képességeit pusztán az emberek szórakoztatására. Sokan a 20. század eleji orosz Raszputyint is a mentalisták közé sorolják, aki képességeit az orosz uralkodói család befolyásolására használta fel.

## Etimológia
A szó a késői latin mentalis szóból, illetve a latin mens szóból származik.
A mens szó jelentése gondolkodni, az ebből alkotott mental szó jelentése: az elmével kapcsolatos vagy egy intellektuális folyamat.